# Еррол Емануельсон
Еррол Рудольф Емануельсон (нід. Errol Rudolph Emanuelson, нар. 16 квітня 1953, Парамарибо) — суринамський футболіст, який грав на позиції нападника, найбільш відомий за виступами в чемпіонаті Суринаму за клуб «Робінгуд», та у складі національної збірної Суринаму, грав також у бельгійському клубі «Сінт-Ніклас».

## Футбольна кар'єра
Еррол Емануельсон розпочав грати у футбол в 14 років у місті Ньїв-Ніккері в юнацькій команді місцевого клубу «Сантос». У 1970 році він повернувся до Парамарибо, де грав у молодіжній команді клубу «Туна», з якими він виграв молодіжний чемпіонат країни. У 1975 році Емануельсон перейшов до клубу «Робінгуд», де він грав на позиції форварда, граючи в атакувальній ланці разом з Рінальдо Ентінгом і Роєм Джорджем. У 1976 році він став відомим після товариського матчу проти нідерландського клубу «Аякс» під час турне клубу «Робінгуд» по Нідерландах. Також футболіст допоміг виграти клубу три чемпіонські титули в 1975, 1976 і 1979 роках, і був найкращим бомбардиром ліги протягом трьох сезонів поспіль у 1976, 1977 і 1978 роках. Емануельсон також допоміг клубові двічі потрапити до фіналу Кубка чемпіонів КОНКАКАФ, де суринамський клуб поступався у 1976 році сальвадорському клубу «Агіла», і в 1977 році мексиканському клубу «Клуб Америка». 30 липня 1979 року клуб «Робінгуд» отримав дозвіл від суринамської федерації футболу орендувати Емануельсона в бельгійський клуб «Сінт-Ніклас», де він грав протягом одного сезону.

## Виступи за збірну
Еррол Емануельсон уперше зіграв за збірну Суринаму в 1971 році, граючи на Іграх Королівства Нідерландів. У 1975 році він грав у складі олімпійської футбольної збірної Суринаму, яка грала в попередніх раундах, але не змогла пройти кваліфікацію на Олімпійські ігри. У 1978 році він допоміг Суринаму виграти Чемпіонат Карибських островів, який проходив у Тринідаді і Тобаго, забивши 3 голи у грі проти Нідерландських Антильських островів у 2-му раунді турніру.

## Особисте життя
Після завершення футбольної кар'єри Еррол Емануельсон разом із сім'єю переїхав до Амстердама. Він має трьох дітей, зокрема колишній гравець національної збірної Нідерландів Урбі Емануельсон, колишній професійний футболіст Джуліан Емануельсон, та дочка Шаріфа Емануельсон, колишня баскетболістка. Обидва його сини є вихованцями молодіжної академії «Аякса». Його племінник, колишній гравець національної збірної Суринаму, Роше Емануельсон також грав за професійні клуби з Парамарибо, та отримав нагороду «Суринамський футболіст року» в 2000 році.